# Макаров, Иосиф Никитич
Иосиф Никитич Макаров (1898—1990) — генерал-майор Советской Армии, участник Гражданской и Великой Отечественной войн.

## Биография
Родился 16 ноября 1898 года в деревне Кануновщина (ныне — Гдовский район Псковской области).
В 1918 году был призван на службу в Рабоче-Крестьянскую Красную Армию. Участвовал в Гражданской войне. В 1922 году окончил Херсонские пехотные командные курсы, в 1924 году — Киевскую высшую объединённую школу, после чего служил на командных должностях в различных частях. В 1932 году окончил Военную академию имени М. В. Фрунзе, в 1939 году — курсы усовершенствования командного состава при Военной академии Генерального штаба Вооружённых Сил СССР. В 1939 году был назначен начальником Новоград-Волынского пехотного училища. Позднее преподавал на кафедре общей тактики в академии имени М. В. Фрунзе, а перед войной занимал должность заместителя начальника Рязанского пехотного училища.
В годы Великой Отечественной войны Макаров служил в Поволжье, где в течение трёх лет командовал 14-й запасной стрелковой бригадой, расквартированной в городе Чебоксары Чувашской АССР. В 1943 году был переведён в Московский военный округ на должность командира отдельной офицерской бригады.
После окончания войны продолжал службу в Советской Армии, находился на преподавательской работе. В течение пяти лет был старшим преподавателем в Военной академии имени М. В. Фрунзе, затем возглавлял объединённые курсы усовершенствования офицерского состава Группы советских войск в Германии.
В 1954 году в звании генерал-майора Макаров был уволен в запас. Проживал в Москве.
Умер 18 августа 1990 года, похоронен на Ваганьковском кладбище.

## Награды
- Орден Ленина (21 февраля 1945 года);
- 2 ордена Красного Знамени (3 ноября 1944 года, 24 июня 1948 года);
- Орден Красной Звезды (12 ноября 1943 года);
- Медаль «За оборону Москвы» и другие медали.